# Rüstung Kaiser Ferdinands I.

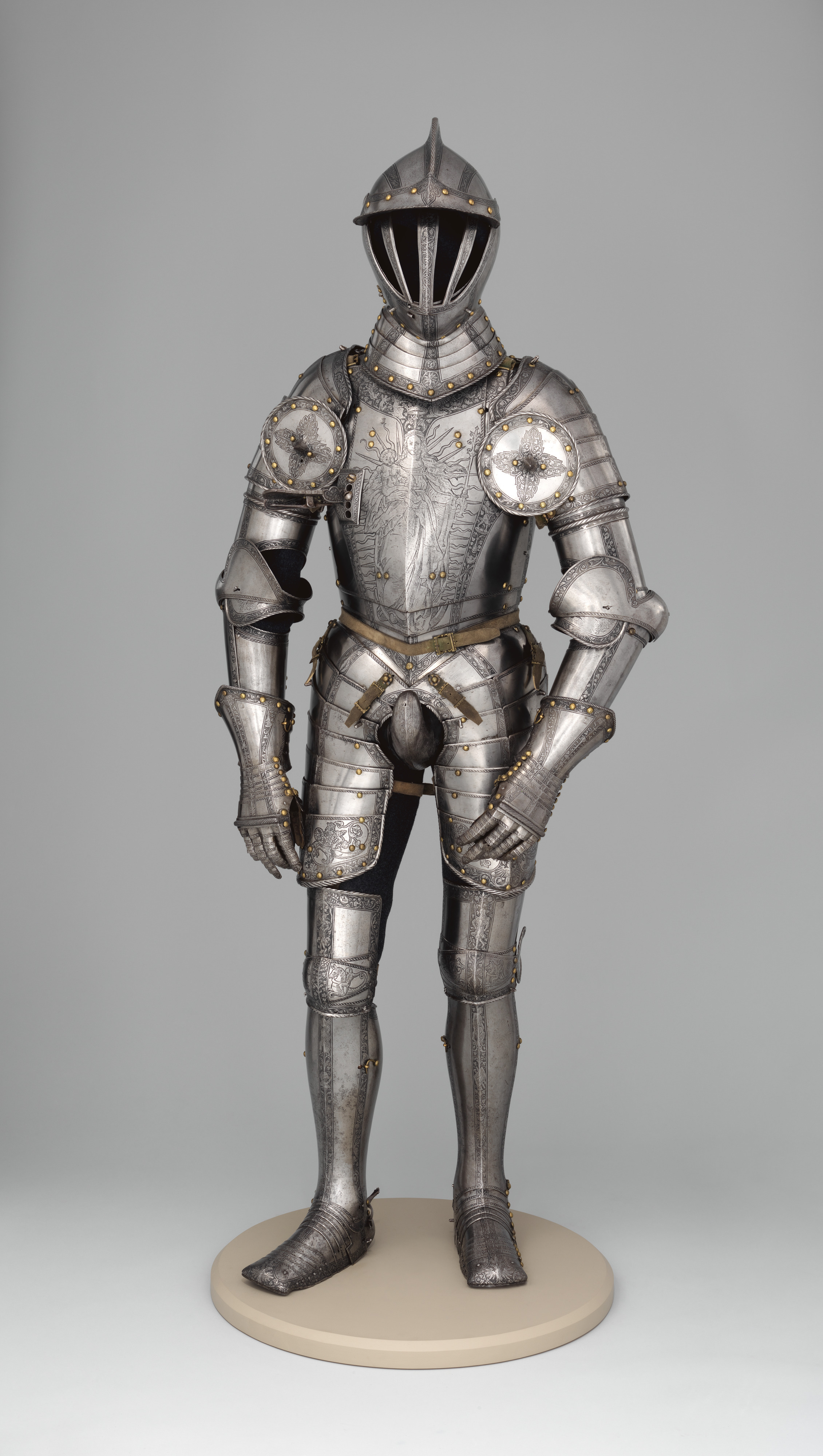
Rüstung Kaiser Ferdinands I.

Die Rüstung Kaiser Ferdinands I. ist ein Ausstellungsstück im Metropolitan Museum of Art in New York (Inventarnummer 33.164a–x).

## Beschreibung
Die Rüstung Kaiser Ferdinands I. ist eine Plattenrüstung, die der Nürnberger Waffenschmied Kunz Lochner 1549 gearbeitet hat. Sie ist eine von mehreren Rüstungen, die während der Reformationskriege und des Konflikts mit den Osmanen für den Kaiser hergestellt wurden.

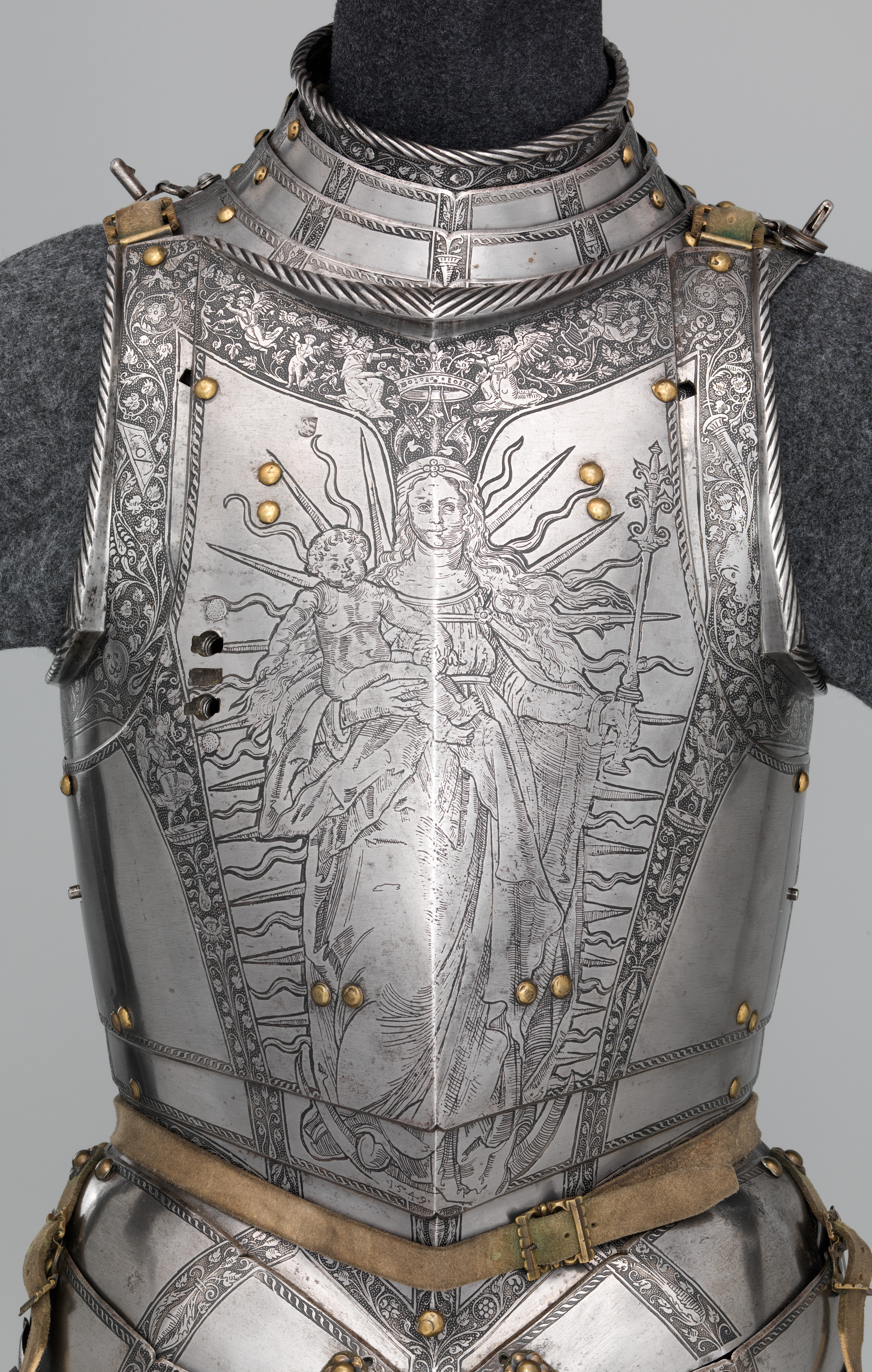
Brustpanzer
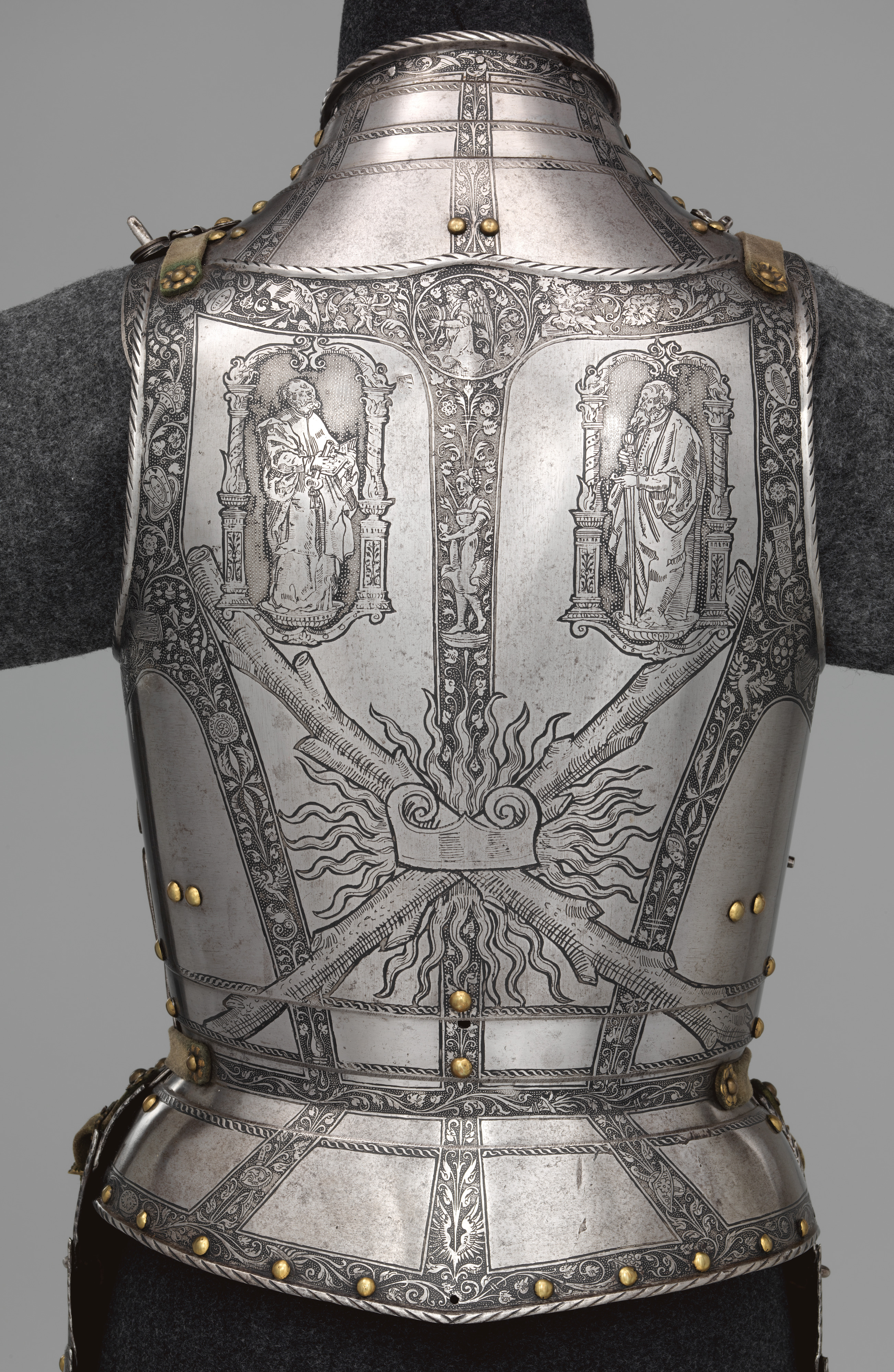
Rückenteil
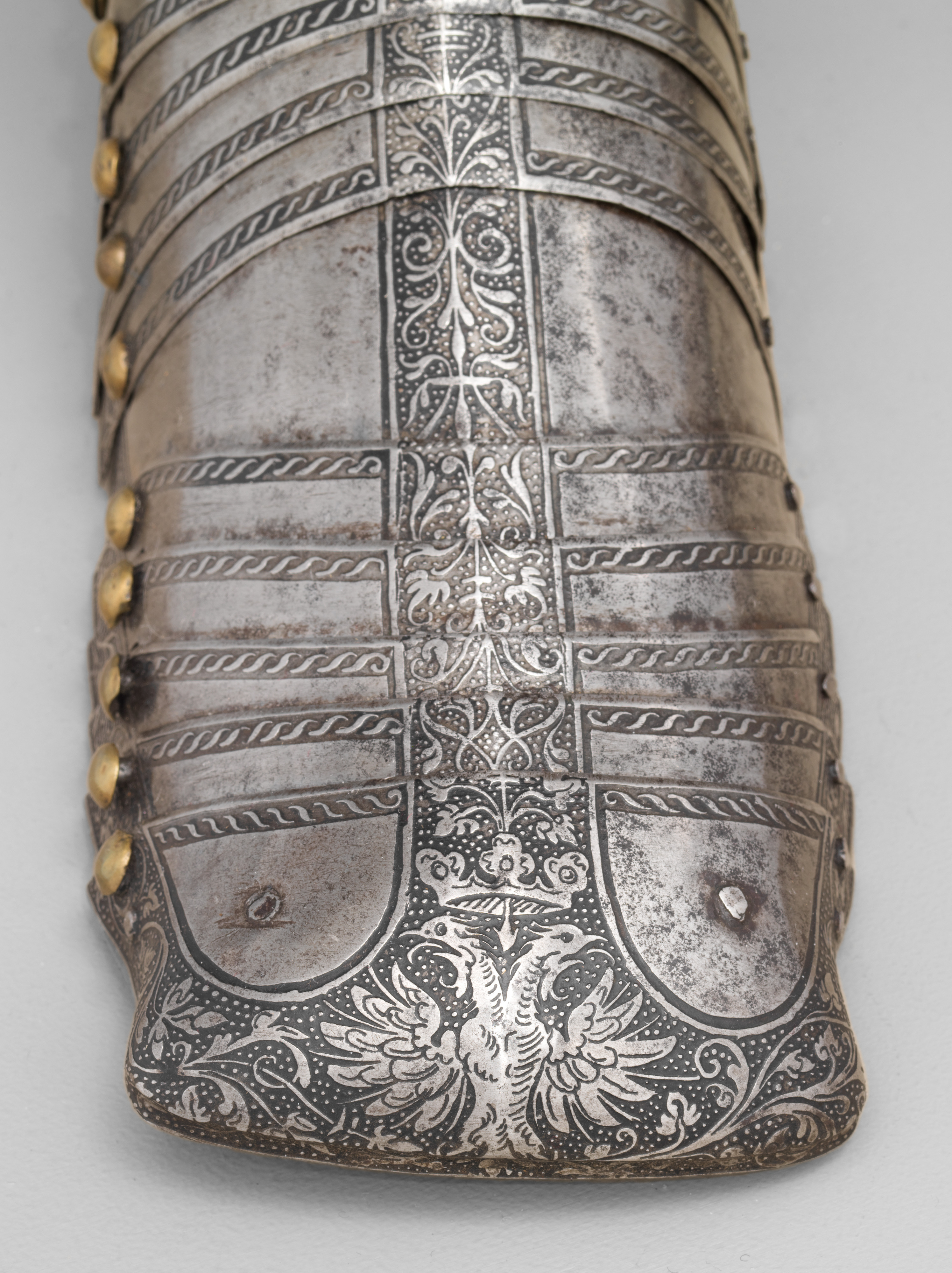
Eisenschuh

## Herkunft
Die Rüstung befand sich ehemals in der Sammlung von Graf Franz I. zu Erbach-Erbach in Schloss Erbach (Odenwald). 1933 wurde sie vom Metropolitan Museum erworben.